# 9308 Randyrose
9308 Randyrose eller 1987 SD4 är en asteroid i huvudbältet som upptäcktes den 21 september 1987 av den amerikanske astronomen Edward L.G. Bowell vid Anderson Mesa Station. Den är uppkallad efter Randy Rose.